# Stockwell Day
Pour les articles homonymes, voir Day.
Stockwell Burt Day (né le 16 août 1950) est un homme politique canadien. Il est chef de l'Alliance canadienne, avant d'être évincé de cette position. Il reste un membre en avant du Parti conservateur du Canada. Facilement réélu dans sa circonscription lors des élections générales du 23 janvier 2006 qui ont porté les conservateurs au pouvoir, il prête serment le 6 février 2006 comme ministre de la Sécurité publique dans le nouveau cabinet du premier ministre Stephen Harper.

## Enfance et début de carrière
Né à Barrie, en Ontario, Day habita à divers endroits au Canada pendant sa jeunesse, notamment Ottawa et Montréal, où il étudie à l'école secondaire de Westmount. Il fait ses études supérieures à l'Université de Victoria. Il s'établit ensuite à Red Deer (Alberta), où il obtient un poste de pasteur au Bentley Christian Centre, une congrégation dans la mouvance du pentecôtisme, dont les membres parlent en langues. Dans l'école religieuse qu'il administrait, les manuels sont basés sur une interprétation littérale de la Bible, ce qui lui vaut des difficultés avec le ministère de l'éducation de l'Alberta. Au cours d'une conférence qu'il donne en 1997, il affirme que la Terre avait été créée six mille ans auparavant et qu'Adam et Ève avaient marché dans le jardin d'Éden avec des dinosaures. 
Il est élu député progressiste-conservateur de la circonscription de Red Deer-Nord à l'Assemblée législative de l'Alberta, siège qu'il occupa de 1986 à 2000. Il occupe tour à tour les postes de ministre du Travail, des Services Sociaux, et de la Finance. Il opère plusieurs coupes dans les dépenses du gouvernement, ainsi que des mesures pour réduire la dette et un taux d'imposition unique. Il est aussi leader parlementaire du gouvernement, et préside le Conseil du premier ministre sur la famille.

## Chef de l'Alliance canadienne
En 2000, Day décide de se porter candidat à la direction du nouveau parti Alliance canadienne. Après une campagne hautement médiatique, Day arrive premier dans la course à la direction allianciste le 8 juillet 2000, devant l'ancien chef réformiste Preston Manning et le stratège progressiste-conservateur ontarien Tom Long.
Day est, ensuite élu député de la circonscription fédérale d'Okanagan—Coquihalla, en Colombie-Britannique. Initialement, il gagne beaucoup en popularité, et semble prêt à présenter un défi de taille au Parti libéral sortant. Toutefois, dans la période précédant l'élection en septembre 2000, il attire un peu trop d'attention quand il se présente à une conférence de presse sur une motomarine, vêtu d'une combinaison nautique (wetsuit), conseillant que les députés fédéraux devraient passer moins de temps à Ottawa et plus de temps dans leur circonscriptions respectives.
Day commence à montrer un talent pour les gaffes verbales. Après avoir emmené des journalistes visiter une firme technologique, il commente la fuite des cerveaux vers les États-Unis, se rendant compte seulement par la suite que le propriétaire de la firme avait emménagé des États-Unis huit ans auparavant. Le lendemain, dans un discours donné à Niagara Falls, il fait des remarques selon quoi les emplois canadiens coulaient vers le sud comme la rivière Niagara, alors qu'en fait la rivière coule vers le nord. Plus tard, Day est aspergé de lait au chocolat par le communiste Julian Ichim alors qu'il faisait son entrée au Collège Conestoga à Kitchener, en Ontario, pour y prononcer un discours. Alors qu'il se changeait, il déclara qu'il aurait dû porter le wetsuit.
Une de ses politiques est parodiée de manière célèbre à l'émission This Hour Has 22 Minutes par Rick Mercer durant la campagne électorale de 2000. La plateforme de Day stipule que le gouvernement fédéral devrait être tenu de tenir un référendum sur n'importe quel sujet si au moins trois pour cent des électeurs signaient une pétition le réclamant. L'émission de comédie de Mercer réplique par une pétition sur leur site web réclamant un référendum pour forcer Day à changer son prénom pour celui de Doris. Bien que la pétition n'ait aucune force légale, la troupe considère qu'ils avaient gagné la manche lorsqu'à la fin, le compteur du site affiche plus d'un million de signatures, bien au-delà du trois pour cent proposé par Day.
Lors du débat télévisé des chefs, Day répliqua à une manchette du Globe and Mail publiée plus tôt dans la campagne en brandissant un écriteau sur lequel était inscrit "NO 2-TIER HEALTHCARE" (Pas de système de santé à deux vitesses !). Étant donné que les accessoires étaient interdits, il prétexta que c'était en fait des notes pour son discours.
Les résultats de l'élection donnèrent plus de sièges à l'Alliance canadienne que n'avait détenu l'ancien Parti réformiste, mais la percée espérée en Ontario ne s'est pas produite. L'Alliance conserva toutefois la forte présence réformiste dans l'Ouest canadien.
Bien qu'il arrive que des Chefs de l'opposition soient assermentés dans le Conseil privé de la Reine pour le Canada, ce ne fut pas le cas de Day. Il arrivait aussi que Jean Chrétien parlait de Joe Clark comme chef de l'opposition.
Après l'élection, Day fut critiqué pour avoir fait payer les contribuables albertains pour sa défense lors d'un procès intenté contre lui pour diffamation. Le règlement et les coûts, pour un total de 792 000 $, furent couverts par le fonds de gestion du risque du gouvernement de l'Alberta (une sorte de police d'assurance pour les politiciens à même les fonds publics.) Day remboursa 60 000 $ à la province : le montant du règlement excluait les frais légaux. Le procès, intenté contre Day par l'avocat Lorne Goddard, résultait d'une lettre que Day avait écrite reliant les positions personnelles de Goddard à sa représentation d'un homme accusé de possession de pornographie enfantine.
Des questions sont également soulevées concernant l'embauchement par l'Alliance d'un détective privé qui avait pour mission de découvrir des choses qui pourraient être utiles pour salir les Libéraux.
Pendant l'été de 2001, une scission se produit au sein du parti quand Chuck Strahl et Deborah Grey amenèrent un groupe de députés dissidents à quitter le caucus allianciste et siégèrent à la Chambre des communes sous le nom du Caucus démocratique représentatif, formant une coalition de brève durée avec les tories de Joe Clark.

## Carrière politique après la direction allianciste
À l'automne 2001, Day consent à démissionner en tant que chef du parti et convoque une nouvelle course à la direction du parti. En mars 2002, Day est remplacé par Stephen Harper. Il reste en tant que député et membre important du cabinet fantôme de l'Alliance canadienne, occupant le poste de porte-parole de l'opposition en matière d'Affaires étrangères. En mars 2003, Day et Harper rédigent une lettre envoyée au Wall Street Journal dans laquelle ils condamnent le gouvernement du Canada pour sa décision de ne pas participer à la guerre en Irak. Day prononce plus tard un discours à un rallye du groupe Canadians for Bush dans la région de Niagara, organisée par le controversé révérend presbytérien Tristan Emmanuel.
En décembre 2003, l'Alliance canadienne et le Parti progressiste-conservateur du Canada fusionnèrent pour former le Parti conservateur du Canada. Day ne brigua pas le poste de chef du nouveau parti et il continue de siéger en tant que député et porte-parole en matière d'Affaires étrangères pour le Parti conservateur du Canada. Le 6 février 2006, il est nommé par Stephen Harper au poste de ministre de la Sécurité publique du Canada.
En mars 2011, Day annonce qu'il ne se représenterait pas aux élections fédérales de 2011.